# Haplochromis mandibularis
Haplochromis mandibularis foi uma espécie de peixe da família Cichlidae. Era endémica do Quénia, Tanzânia e Uganda. O seu habitat natural foi lagos de água doce. 